# Tasmocrossea benthicola
Tasmocrossea benthicola är en snäckart som beskrevs av Dell 1952. Tasmocrossea benthicola ingår i släktet Tasmocrossea och familjen Skeneidae. Inga underarter finns listade i Catalogue of Life.